# Bíró István (labdarúgó)
Štefan Biró (1913. április 12. – 1954. március 14.) egykori csehszlovák válogatott labdarúgó.

## Mérkőzései a csehszlovák válogatottban
| #  | Dátum            | Ellenfél | Eredmény | Kiírás      | Esemény |
| -- | ---------------- | -------- | -------- | ----------- | ------- |
| 1. | 1938. április 3. | Svájc    | 0 – 4    | Európa-kupa |         |